# Amina Wadud
Amina Wadud (VS, 25 september 1952) is hoogleraar Islamstudies aan de Virginia Commonwealth University in Richmond, Virginia, gespecialiseerd in gender en Koran-exegese, waarover ze een boek publiceerde: Qur'an and Woman: Rereading the Sacred Text from a Woman's Perspective (in 2004 in het Nederlands uitgegeven als De koran en de vrouw: Herlezing van een heilige tekst vanuit een feministisch perspectief).

## Carrière
Wadud behaalde haar doctorsgraad aan de Universiteit van Michigan en studeerde daarvoor Arabisch aan de American University in Caïro (Egypte), de Universiteit van Caïro en de Al-Azhar-universiteit. Van 1989 tot 1992 was ze verbonden aan de International Islamic University in Maleisië.

## Vrijdaggebed
Amina Wadud baarde veel opzien door het leiden van het vrijdaggebed op 18 maart 2005 voor een gezelschap bestaande uit mannen en vrouwen. Het is in sommige stromingen van de islam niet toegestaan dat een vrouw mannen voorgaat in het gebed. Drie moskeeën weigerden hun gebedsruimte ter beschikking te stellen, reden waarom het gebed in de Episcopal Cathedral of St. John the Divine in New York plaatsvond. Deze gebeurtenis riep onder moslims, naast enkele positieve, vele negatieve reacties en enkele doodsbedreigingen op.
In augustus 1994 hield Wadud een vrijdagpreek onder de titel "Islam als betrokken overgave" in de Claremont Main Road-moskee in Kaapstad (Zuid-Afrika), wat in die tijd ook gevoelig lag. In reactie daarop probeerden diverse moslims haar uit haar functie aan de Virginia Commonwealth University te krijgen.
Op 28 oktober 2005 leidde Wadud het vrijdaggebed tijdens een conferentie over islamitisch feminisme in Barcelona (Spanje), waar ze tevens een lezing gaf.
Wadud vindt dat Koranteksten nooit geïsoleerd mogen worden gelezen, maar altijd in samenhang met de rest van de Koran en de context waarin de teksten werd geopenbaard, terwijl bij het afleiden van praktische regels voortdurend rekening gehouden moet worden met veranderende omstandigheden. Op basis van al deze factoren kwam zij in haar boek De koran en de vrouw tot de conclusie dat vrouwen en mannen absoluut gelijkwaardig zijn, en dat mannen slechts dan "onderhouders van vrouwen" zijn (Koran …) wanneer vrouwen kinderen zogen.